# 工藤敦夫
工藤 敦夫（くどう あつお、1931年〈昭和6年〉12月20日 - 2016年〈平成28年〉8月20日）は、日本の法制・通産官僚。元内閣法制局長官。

## 経歴
東京都出身。東京都立第五新制高等学校（現・東京都立小石川中等教育学校）などを経て、1953年に東京大学法学部を卒業。同年、通商産業省に入省。入省同期に小長啓一、豊島格、真野温（通産省基礎産業局長、住友電気工業顧問）、若杉和夫ら。
通産省で立地公害局立地指導課長を務めた後、内閣法制局参事官に出向。以後、同局総務主幹、同第四部長、同総務室第一部長、内閣法制次長などを歴任した。味村治の後任として1989年8月から1992年12月まで第1次海部内閣、第2次海部内閣、宮澤内閣の内閣法制局長官を務めた。1992年、国際連合平和維持活動等に対する協力に関する法律（PKO協力法）の成立に尽力した。
退官後、1993年7月、地域振興整備公団総裁に就任した。2004年4月、瑞宝大綬章を受章。
2016年8月20日死去。叙従三位。